# 갑천중학교
갑천중학교(甲川中學校)는 대한민국 강원특별자치도 횡성군 갑천면 매일리에 있는 공립 중학교이다.

## 학교 연혁
- 1951년 10월 30일 : 갑천중학교 설립인가(6학급)
- 1952년 1월 29일 : 제1회 입학식 거행(114명)
- 1978년 3월 20일 : 학칙 변경(9학급)
- 1994년 2월 26일 : 학칙 변경(3학급)
- 2021년 3월 1일 : 제31대 박종준 교장 부임
- 2024년 12월 31일 : 제73회 졸업식 (총 누계 3,982명)

## 참고 자료
- 갑천중학교 - 한국교육학술정보원 학교알리미